# بریج‌واتر
latitudeبریج‌واترlongitudeبریج‌واتر
بریج‌واتر (به انگلیسی: Bridgwater) یک منطقهٔ مسکونی در انگلستان است که در جنوب غربی انگلستان واقع شده‌است.

## خصوصیات
بریج‌واتر ۳۵٬۸۸۶ نفر جمعیت دارد.